# Mnaseas bias
Mnaseas bias är en fjärilsart som beskrevs av Carl Plötz 1882. Mnaseas bias ingår i släktet Mnaseas och familjen tjockhuvuden. Inga underarter finns listade i Catalogue of Life.